# Gregory Karlen
Gregory Karlen (Sion, 1995. január 30. –) svájci korosztályos válogatott labdarúgó, a St. Gallen középpályása.

## Pályafutása

### Klubcsapatokban
Karlen a svájci Sion városában született. Az ifjúsági pályafutását a helyi Sion akadémiájánál kezdte.
2015-ben mutatkozott be a Sion első osztályban szereplő felnőtt keretében. A 2017–18-as szezon második felében a Thun csapatát erősítette kölcsönben. A lehetőséggel élve, 2018-ban a Thunhoz igazolt. 2022. augusztus 3-án egyéves szerződést kötött a St. Gallen együttesével. Először a 2022. augusztus 6-ai, Grasshoppers ellen 3–2-re elvesztett mérkőzés 84. percében, Fabian Schubert cseréjeként lépett pályára. Első gólját 2022. szeptember 10-én, a Sion ellen hazai pályán 2–1-es vereséggel zárult találkozón szerezte meg.

### A válogatottban
Karlen az U15-östől az U20-asig minden korosztályú válogatottban képviselte Svájcot.

## Statisztika
2024. április 21. szerint.
| Klub              | Szezon   | Bajnokság              | Bajnokság | Bajnokság | Kupa  | Kupa  | Nemzetközi | Nemzetközi | Összesen | Összesen |
| Klub              | Szezon   | Bajnokság              | Mérk.     | Gólok     | Mérk. | Gólok | Mérk.      | Gólok      | Mérk.    | Gólok    |
| ----------------- | -------- | ---------------------- | --------- | --------- | ----- | ----- | ---------- | ---------- | -------- | -------- |
| Sion              | 2015–16  | Swiss Super League     | 5         | 2         | 1     | 0     | 2          | 0          | 8        | 2        |
| Sion              | 2016–17  | Swiss Super League     | 28        | 2         | 3     | 0     | —          | —          | 31       | 2        |
| Sion              | 2017–18  | Swiss Super League     | 6         | 0         | 0     | 0     | 2          | 0          | 8        | 0        |
| Thun (kölcsönben) | 2017–18  | Swiss Super League     | 17        | 1         | 0     | 0     | —          | —          | 17       | 1        |
| Thun              | 2018–19  | Swiss Super League     | 28        | 3         | 4     | 0     | —          | —          | 32       | 3        |
| Thun              | 2019–20  | Swiss Super League     | 17        | 3         | 1     | 0     | —          | —          | 18       | 3        |
| Thun              | 2020–21  | Swiss Challenge League | 36        | 3         | 0     | 0     | —          | —          | 36       | 3        |
| Thun              | 2021–22  | Swiss Challenge League | 31        | 1         | 3     | 0     | —          | —          | 34       | 1        |
| St. Gallen        | 2022–23  | Swiss Super League     | 20        | 3         | 4     | 2     | —          | —          | 24       | 5        |
| St. Gallen        | 2023–24  | Swiss Super League     | 15        | 0         | 0     | 0     | —          | —          | 15       | 0        |
| Összesen          | Összesen | Összesen               | 203       | 18        | 16    | 2     | 4          | 0          | 223      | 20       |

## Sikerei, díjai
Sion
- Svájci Kupa
  - Döntős (1): 2016–17

Thun
- Svájci Kupa
  - Döntős (1): 2018–19